# Vitimotaulius legibilis
Vitimotaulius legibilis is een fossiele soort schietmot uit de familie Vitimotauliidae.